# Drunken Master
Drunken Master, Hongkong-film från 1978 regisserad av Yuen Woo-ping med Jackie Chan i huvudrollen som Wong Fei Hung.

## Handling
Filmen är mycket löst baserad på Wong Fei-hung, som här spelas av Jackie Chan. Hans far är trött på Fei-hungs ständiga hyss och brist på respekt och skickar honom till att träna hos den beryktade Chi Su-hua (Yuen Siu-tien), också känd som Tiggare Su. Fei-hung har svårt att ta till sig träningen av den till synes gamla fylletratten och fortsätter leva livet för dagen. Efter en sammandrabbning med den elake Yan Ti-san (i dubbad version kallas Thunderleg eller Thunderfoot) (Hwang Jang-lee) blir Fei-hung förnedrad och ansedd en skam för sin far. Detta blir vändpunkten för Fei-hung som nu börjar träna på allvar.

## Om filmen
Filmen hade världspremiär i Hongkong den 5 oktober 1978 och blev genast en stor succé. I Sverige släpptes den direkt på video 2004 utan att först visas på bio. Den består av i stort sett samma uppsättning skådespelare och filmskapare som filmen Snake in Eagle's Shadow och tillsammans sköt dessa två filmer både Chans, Woo-pings och Siu-tiens karriär i höjden. Filmen är också känd för att använda stilen wushustilen Zui quan som också är känd som drunken fist.

## Rollista (urval)
- Jackie Chan - Wong Fei-hung
- Yuen Siu-tien - Chi Su-hua/Sam Seed
- Hwang Jang-lee - Yan Ti-san/Thunderleg/Thunderfoot